# Vila de Prado
Vila de Prado es una freguesia portuguesa del concelho de Vila Verde, con 5,60 km² de superficie y 4.381 habitantes (2001). Su densidad de población es de 782,3 hab/km².

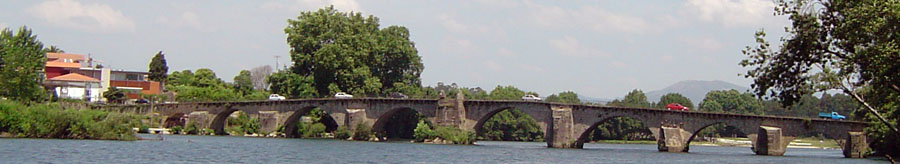